# Шайенн (округ, Небраска)
Шайенн (англ. Cheyenne County) — округ в штате Небраска, США. Столица и крупнейший город — Сидни. По данным переписи за 2010 год число жителей округа составляло 9998 человек. В системе автомобильных номеров Небраски округ Шайенн имеет префикс 39.
Округ был сформирован в 1871 году и назван в честь индейского племени шейенн.

## География
Клей расположен на западе штата Небраска. Площадь округа — 3098 км².

### Транспорт
Через округ проходят:
- I 80 (англ. Interstate 80).
- US 30 (англ. U.S. Route 30).
- US 385 (англ. U.S. Route 385).
- Дорога 19 штата Небраска[англ.].

## Население
В 2010 году на территории округа проживало 9998 человек (из них 49,7 % мужчин и 50,3 % женщин), насчитывалось 4298 домашних хозяйства и 2732 семьи. Расовый состав: белые — 94,1 %, афроамериканцы — 0,2 %, коренные американцы — 0,7 %, азиаты — 1,6 % и представители двух и более рас — 1,3 %. Согласно переписи 2015 года в округе проживали 4393 человека, из них 44,2 % имели немецкое происхождение, 2,4 % — норвежское, 3,6 % — польское, 14,9 % — ирландское, 10,0 % — английское, 3,4 % — шведское.
Население округа по возрастному диапазону по данным переписи 2010 года распределилось следующим образом: 23,9 % — жители младше 18 лет, 3,0 % — между 18 и 21 годами, 57,2 % — от 21 до 65 лет и 15,9 % — в возрасте 65 лет и старше. Средний возраст населения — 40,4 лет. На каждые 100 женщин в Шайенне приходилось 98,7 мужчин, при этом на 100 совершеннолетних женщин приходилось уже 95,6 мужчин сопоставимого возраста.
Из 4298 домашних хозяйств 63,6 % представляли собой семьи: 51,4 % совместно проживающих супружеских пар (19,4 % с детьми младше 18 лет); 8,2 % — женщины, проживающие без мужей и 4,0 % — мужчины, проживающие без жён. 36,4 % не имели семьи. В среднем домашнее хозяйство ведут 2,30 человека, а средний размер семьи — 2,89 человека. В одиночестве проживали 31,4 % населения, 12,1 % составляли одинокие пожилые люди (старше 65 лет).

### Населённые пункты
Инкорпорированные населённые пункты:
- Сидни (город)
- Долтон (деревня)
- Герли (деревня)
- Лоджпол (деревня)
- Поттер (деревня)
- Лоренцо (статистически обособленная область)
- Санол (статистически обособленная область)

## Экономика
В 2015 году из 7896 трудоспособных жителей старше 16 лет имели работу 5681 человек. При этом мужчины имели медианный доход в 45 985 долларов США в год против 35 473 долларов среднегодового дохода у женщин. В 2014 году медианный доход на семью оценивался в 71 406 $, на домашнее хозяйство — в 53 814 $. Доход на душу населения — 30 339 $. 9,1 % от всего числа семей в Шайенне и 11,6 % от всей численности населения находилось на момент переписи за чертой бедности. 7,3 % населения округа не имела медицинской страховки.